# Уэллман, Уильям
Уильям Огастес Уэ́ллман (англ. William Augustus Wellman; 29 февраля 1896[…], Бруклайн, Массачусетс — 9 декабря 1975, Лос-Анджелес, Калифорния) — американский кинорежиссёр, заслуживший прозвище «Дикий Билл» из-за сурового обращения с актёрами, бесшабашного характера и имиджа пилота Первой мировой. Один из его наиболее известных фильмов, «Враг общества» (1931), рассматривается как ранний нуар.

## Биография
Предки Уильяма в Новом свете ведут родословную от пуританина Томаса Уэллмана, который иммигрировал в колонию Массачусетского залива около 1640 г.; в родословной также присутствует Фрэнсис Льюис из Нью-Йорка, был одним из подписавших Декларацию независимости; отец, Артур Гувернёр Уэллман, был бостонским брамином, имевший английские и шотландские корни; мать, Сесилия Маккарти, была иммигранткой из Ирландии.
Уэллмана исключили из школы в Ньютон-Хайлендс (Массачусетс) за то, что он сбросил на голову директору бомбу-«вонючку». Работал коммивояжёром, на лесной бирже, затем стал профессиональным хоккеистом, в каковом амплуа его впервые увидел Дуглас Фэрбенкс, сказавший Уэллману, что с такими внешними данными тот мог бы стать актёром.
В Первую мировую войну Уэллман начал служить водителем в медицинских войсках. Будучи в Париже, примкнул к Иностранному легиону как лётчик-истребитель; стал первым американцем в 87-й эскадрилье «Чёрные кошки» Воздушных войск Лафайета, где заработал прозвище «Дикий Билл» и был награждён Военным крестом с двумя ветвями. На его счету три сбитых и пять предположительно сбитых самолётов противника. 21 марта 1918 г. был сбит немецким зенитным огнём, после чего всю жизнь заметно хромал. Через несколько недель сержант Уэллман был уволен со службы по состоянию здоровья и вернулся в США. Свой военный опыт он описал в книге «Go Get 'Em!», написанной при участии Элиота Харлоу Робинсона и вышедшей в сентябре 1918 г.
Уэллман примкнул к воздушным войскам США, но в боевых действиях поучаствовать не успел; обучал молодых пилотов тактике боя в Сан-Диего. На уикенды летал на своём истребителе в Голливуд, используя в качестве посадочной площадки поле для игры в поло Фэрбенкса. С его подачи Уэллман в 1919 г. получил первую роль в кино. Со съёмок фильма «Эвангелина» (1919) его выгнали за то, что он отвесил пощёчину ведущей актрисе Мириам Купер, жене режиссёра фильма Рауля Уолша. Уэллмана это не расстроило, поскольку актёрскую профессию он невзлюбил, считал её немужской и видеть не мог себя на экране. Он переключился на работу за кадром, пройдя путь от посыльного до режиссёра. Свой первый фильм поставил в 1920 г. (его имя не было указано в титрах). После дюжины низкобюджетных вестернов, о которых он предпочитал не вспоминать, Уэллман был нанят студией Paramount на военную драму «Крылья» о пилотах-истребителях Первой мировой. В год основания кинопремии «Оскар» фильм разделил награду в номинации «Лучший фильм» с драмой «Восход солнца».

## Избранная фильмография
- 1927 — Крылья / Wings
- 1928 — Леди мафии / Ladies of the Mob
- 1929 — Мужчина, которого я люблю / The Man I Love
- 1931 — Женщины других мужчин / Other Men’s Women
- 1931 — Враг общества / The Public Enemy
- 1931 — Ночная сиделка / Night Nurse
- 1931 — В безопасности в аду / Safe in Hell
- 1932 — Наёмный убийца / The Hatchet Man
- 1932 — Цена покупки / The Purchase Price
- 1932 — Дженни из Фриско / Frisco Jenny
- 1933 — Герои на продажу / Heroes for Sale
- 1933 — Полуночная Мэри / Midnight Mary
- 1933 — Дикие парни дороги / Wild Boys of the Road
- 1934 — Стингари / Stingaree
- 1935 — Зов предков / The Call of the Wild
- 1936 — Робин Гуд из Эльдорадо / Robin Hood of El Dorado
- 1936 — Девушка из маленького городка / Small Town Girl
- 1937 — Ничего святого / Nothing Sacred
- 1937 — Звезда родилась / A Star Is Born
- 1939 — Красавчик Жест / Beau Geste
- 1939 — Свет погас / The Light That Failed
- 1942 — Рокси Харт / Roxie Hart
- 1942 — Дама великого человека / The Great Man’s Lady
- 1943 — Дама из кафешантана / Lady of Burlesque
- 1943 — Случай в Окс-Боу / The Ox-Bow Incident
- 1944 — Буффало Билл / Buffalo Bill
- 1945 — История рядового Джо / The Story of G.I. Joe
- 1947 — Волшебный городок / Magic Town
- 1948 — Железный занавес / The Iron Curtain
- 1948 — Жёлтое небо / Yellow Sky
- 1949 — Поле битвы / Battleground
- 1951 — По широкой Миссури / Across the Wide Missouri
- 1951 — Женщины едут на Запад / Westward the Women
- 1953 — Небесный остров / Island ine the Sky
- 1954 — Великий и могучий / The High and the Mighty
- 1954 — След кошки / Track of the Cat
- 1955 — Кровавая аллея / Blood Alley
- 1956 — До свиданья, миледи / Good-bye, My Lady
- 1958 — Рейнджеры Дарби / Darby’s Rangers
- 1958 — Эскадрилья «Лафайет» / Lafayette Escadrille